# Giuseppe Petralia
Giuseppe Petralia (Bisacquino, 1º gennaio 1906 – Palermo, 7 luglio 2000) è stato un vescovo cattolico, scrittore e poeta italiano.

## Biografia

### Carriera ecclesiastica
Nato a Bisacquino il 1º gennaio 1906, fu uomo di profonda cultura teologica e letteraria, oltre che scrittore e poeta. Venne eletto vescovo di Agrigento il 14 ottobre 1963 e consacrato nella cattedrale di Palermo il successivo 3 novembre, festa di San Libertino, protovescovo agrigentino. Il suo episcopato si svolse nel periodo del concilio Vaticano II e in quello successivo a quest'ultimo, triste, poiché la diocesi venne colpita da calamità naturali, quali la frana di Agrigento del 1966 e il terremoto del Belice del 1968. In seguito avviò la catechesi e la partecipazione ecclesiale attraverso i consigli pastorali. Fu amico dei più illustri poeti e pensatori, come Mario Luzi, e collaborò con la rivista di letteratura La Tradizione fondata a Palermo da Pietro Mignosi. Prima di ritirarsi, fece la visita pastorale e presiedette la prima sessione del sinodo pastorale diocesano del 1979-81. Morì a Palermo il 7 luglio 2000.

## Opere
Tra le opere di saggistica scritte dal Petralia vi sono:
- Il cielo è disceso a Massabielle. La straordinaria avventura di Bernadette (Per visibilia), 1991
- San Paolo apostolo e maestro
- Il cardinale Ernesto Ruffini arcivescovo di Palermo (Biografia)

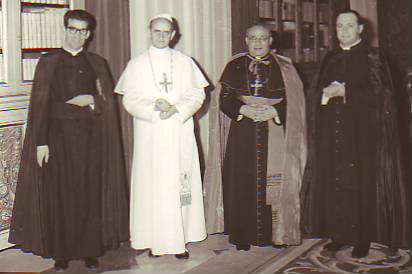
Giuseppe Petralia (terzo da sinistra) in visita a Papa Paolo VI il 20 novembre 1963

## Genealogia episcopale
La genealogia episcopale è:
- Cardinale Scipione Rebiba
- Cardinale Giulio Antonio Santori
- Cardinale Girolamo Bernerio, O.P.
- Arcivescovo Galeazzo Sanvitale
- Cardinale Ludovico Ludovisi
- Cardinale Luigi Caetani
- Cardinale Ulderico Carpegna
- Cardinale Paluzzo Paluzzi Altieri degli Albertoni
- Papa Benedetto XIII
- Papa Benedetto XIV
- Papa Clemente XIII
- Cardinale Marcantonio Colonna
- Cardinale Giacinto Sigismondo Gerdil, B.
- Cardinale Giulio Maria della Somaglia
- Cardinale Carlo Odescalchi, S.I.
- Cardinale Costantino Patrizi Naro
- Cardinale Lucido Maria Parocchi
- Papa Pio X
- Papa Benedetto XV
- Papa Pio XII
- Cardinale Giuseppe Pizzardo
- Cardinale Ernesto Ruffini
- Vescovo Giuseppe Petralia